# Saint-Aubert (Nord)
Saint-Aubert település Franciaországban, Nord megyében. Lakosainak száma 1563 fő (2022. január 1.). Saint-Aubert Saulzoir, Saint-Vaast-en-Cambrésis, Saint-Hilaire-lez-Cambrai, Villers-en-Cauchies, Avesnes-les-Aubert, Haussy és Montrécourt községekkel határos.

## Népesség
A település népessége az elmúlt években az alábbi módon változott:
| Lakosok száma | 1567 | 1565 | 1591 | 1570 | 1568 | 1565 | 1563 | 1561 | 1563 |
|               | 2013 | 2015 | 2016 | 2017 | 2018 | 2019 | 2020 | 2021 | 2022 |